# Pallavolo ai XVII Giochi del Mediterraneo
La pallavolo ai XVII Giochi del Mediterraneo si è giocata durante la XV edizione dei Giochi del Mediterraneo, che si è svolta a Mersin, in Turchia, nel 2013: in questa edizione si è svolto sia il torneo maschile che quello femminile e la vittoria finale è andata alla nazionale di pallavolo maschile dell'Italia e alla nazionale di pallavolo femminile dell'Italia.